# Мелекесская епархия
Мелеке́сская епархия — епархия Русской православной церкви, объединяющая приходы и монастыри в пределах города Димитровграда, а также Мелекесского, Новомалыклинского, Сенгилеевского, Старомайнского, Тереньгульского и Чердаклинского районов Ульяновской области. Входит в состав Симбирской митрополии.
Кафедральный центр — город Димитровград, именовавшийся до 1972 года «Мелекесс».

## История
6 сентября 1923 года Постановлением Патриарха Тихона № 25 в Самарской епархии была открыта кафедра викарного епископа в городе Мелекесе. Викариатство пресеклось в 1930-е годы.
Решением Священного Синода Русской православной церкви от 26 июля 2012 года образована самостоятельная Мелекесская епархия с включением её в состав новообразованной Симбирской митрополии.
Решением Священного Синода от 12 марта 2013 главой епархии был избран иеромонах Диодор (Исаев), клирик Симбирской епархии.

## Епископы
Мелекесское викариатство Самарской епархии
- Павел (Введенский) (6 сентября 1923 — 13 июля 1927)
- Николай (Ипатов) (16 сентября 1927 — январь 1928)
- Георгий (Анисимов) (15 января — апрель 1928)
- Амфилохий (Скворцов) (27 апреля — не позднее июля 1928) не допущен властями на кафедру

Мелекесское викариатство Ульяновской епархии
- Амвросий (Казанский) (1929—1932)
- Серафим (Зборовский) (19 октября 1932 — 29 июня 1934)
- Артемон (Евстратов) (1934 — 30 сентября 1935)
- Аркадий (Ершов) (30 сентября — 22 октября 1935)

Мелекесская епархия
- Прокл (Хазов) (26 июля 2012 — 19 мая 2013) в/у, митрополит Симбирский
- Диодор (Исаев) (с 19 мая 2013)

## Благочиния
Епархия разделена на 7 церковных округов:
- Димитровградское благочиние
- Мелекесское благочиние
- Новомалыклинское благочиние
- Сенгилеевское благочиние
- Старомайнское благочиние
- Теренгульское благочиние
- Чердаклинское благочиние